# Hualian
Hualian (chiń. 花蓮; pinyin Huālián; pe̍h-ōe-jī Hoa-liân) – miasto i port na wschodnim wybrzeżu Tajwanu, u podnóża Gór Tajwańskich, siedziba powiatu Hualian. W 2010 roku miasto liczyło 109 251 mieszkańców. 

## Geografia
Miasto leży we wschodniej części wyspy Tajwan, nad Oceanem Spokojnym, w północnej części doliny ryftowej Taidong, która oddziela łańcuch górski Zhongyang Shanmai od stromych i urwistych wzgórz na wybrzeżu wyspy, ciągnących się w kierunku południowym, aż do miasta Taidong. Hualian jest położone na terenie aktywnym sejsmicznie i jest narażone na wstrząsy sejsmiczne. Do najsilniejszego trzęsienia doszło w 1951 roku.
W pobliżu miasta przepływa rzeka Hualian Xi. Bezpośrednio na północ od miasta przepływa rzeka Liwu, w wąwozie, który stanowi największą atrakcję turystyczną miasta Park Narodowy Taroko.

## Historia
Pierwsze osady powstały na terenie miasta w XIX w. W 1910 roku, w czasie okupacji japońskiej, utworzono w Hualian lokalny ośrodek administracyjny. Nastąpił wzrost osadnictwa japońskich rolników, którzy trudnili się produkcją ryżu, trzciny cukrowej, juty i kamfory. W 1945 roku miasto przekazano władzom chińskim. W latach 70. XX w. unowocześniono port, tak aby mógł przyjmować statki towarowe.

## Współpraca
- Ulsan, Korea Południowa
- Yonaguni, Japonia
- Albuquerque, Stany Zjednoczone
- Bellevue, Stany Zjednoczone
- Oudtshoorn, Południowa Afryka
- Takachiho, Japonia
- Santa Maria, Filipiny
- Saipan, Mariany Północne